# Natalja Iwanowna Kasperskaja

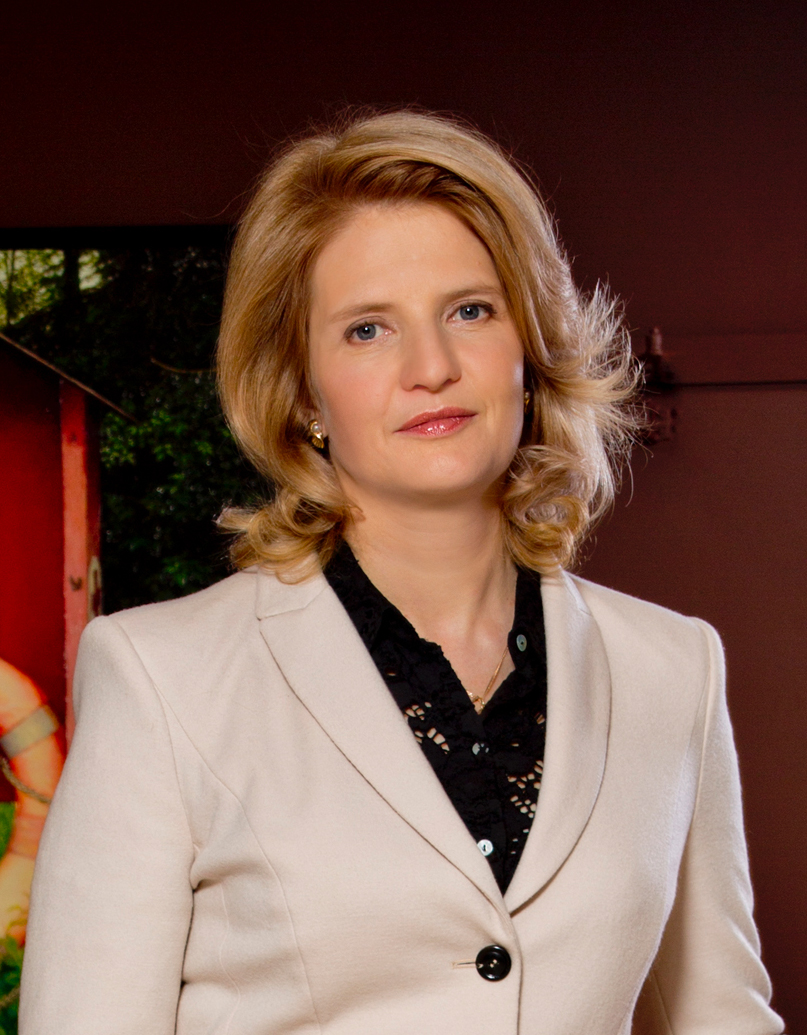
Natalja Kasperskaja (2016)

Natalja Iwanowna Kasperskaja, international auch unter der englischen Form Natalya Kaspersky bekannt (russisch Наталья Ивановна Касперская; * 5. Februar 1966 in Moskau als Natalja Iwanowna Stuzer), ist eine russische Unternehmerin.
Sie ist im Bereich der Informationstechnologie tätig und aktuell die Generaldirektorin der Unternehmensgruppe InfoWatch. Sie ist außerdem Mitbegründerin des Unternehmens Kaspersky Lab. Sie gilt als eine der reichsten Frauen Russlands, und als eine der bekanntesten, renommiertesten und einflussreichsten Personen in der russischen IT-Branche.

## Biografie

### Frühe Jahre
Natalja Kasperskaja wurde in einer Ingenieurs-Familie geboren. Ihren Familiennamen Stuzer (ursprünglich Stutzer geschrieben) erhielt sie von ihren deutschen Vorfahren, die im späten 17. Jahrhundert als Kaufleute aus Preußen nach Russland einwanderten.
Sie war bereits in den Kinder- und Jugendjahren in verschiedenen Organisationen (Freundschaftsrat, Pioniere etc.) tätig. Während der Schulzeit spielte sie fünf Jahre aktiv Basketball in einer Kinder- und Jugendsportschule (KJS). Zunächst wollte sie Tierärztin werden, orientierte sich aber später um.
In der achten Klasse wechselte sie von der allgemeinbildenden Schule in eine höherqualifizierte Schule mit erweitertem Unterricht in Physik und Mathematik am Moskauer Staatlichen Luftfahrtinstitut (MAI).

### Ausbildung
Nach der Schulentlassung bestand sie die Zulassungsprüfungen an der Lomonossow-Universität Moskau (MGU), wurde aber nicht immatrikuliert, weil ihr eine halbe Note zum Numerus clausus fehlte. Später wurde sie mit denselben Noten am Moskauer Institut für elektronischen Maschinenbau (MIEM) zugelassen.
Von 1984 bis 1989 studierte sie an der Fakultät für angewandte Mathematik an der MIEM. Das Thema ihrer Diplomarbeit war Das mathematische Modell des Kühlsystems von Kernreaktoren. Darüber hinaus hat sie den Bakkalaureusgrad an der britischen Open University.

### Karriere
Nach dem Studium arbeitete Natalja Kasperskaja ein halbes Jahr als wissenschaftliche Mitarbeiterin im zentralen wissenschaftlichen Konstruktionsbüro in Moskau und ging nach der Geburt ihres zweiten Kindes in Mutterzeit. Ihre Karriere im Bereich der Informationstechnologie startete sie im Alter von 28 Jahren. Sie begann mit einer halben Planstelle und mit einem Gehalt von 50 US-Dollar pro Monat als Verkäuferin von Zubehör und Software im neu eröffneten Shop des wissenschaftlich-technischen Zentrums (NTZ) KAMI, einem Unternehmen eines ehemaligen Lehrers ihres damaligen Mannes Jewgeni Kasperski an der Hochschule des KGB.

#### Kaspersky Lab
Im September 1994 übernahm Natalja Kasperskaja die Verbreitung des Virenschutzprogrammes AntiViral Toolkit Pro (AVP), an dem das Entwicklerteam von Jewgeni Kasperski seit 1991 gearbeitet hatte. Binnen zwei bis drei Jahren gelang es ihr, die wichtigsten Vertriebskanäle für das Produkt und den technischen Support zu organisieren und erfolgreich in das Auslandsgeschäft einzusteigen. Die ersten Umsätze von ca. 100–200 US-Dollar pro Monat im Jahre 1994 begannen schnell zu wachsen. Nach nur einem Jahr waren es bereits 130.000 Dollar und im folgenden Jahr dann mehr als 600.000 Dollar. Im Jahr darauf wurde bereits die 1-Million-Dollar-Marke überschritten. Die Einnahmen wurden zunächst einfach zwischen dem Management und dem Team aufgeteilt. Im Jahr 1997 wurde es den zukünftigen Gründern von Kaspersky Lab aber klar, dass es notwendig war, ein Unternehmen zu gründen.
Im Juni 1997 initiierte Kasperskaja die Gründung von Kaspersky Lab. Auch der Name des Unternehmens war ihre Idee. Seitdem war sie mehr als 10 Jahre als CEO von Kaspersky Lab tätig. Die ursprüngliche Aufteilung der Anteile an Kaspersky Lab war wie folgt: 50 % gehörten Jewgeni Kasperski, weitere 20 % befanden sich bei zwei seiner Programmierer, Alexei De-Monderik und Wadim Bogdanow, der Anteil von Kasperskaja betrug 10 %. Seit 1997 wurden die Umsätze von Kaspersky Lab jährlich verdoppelt. Im Jahr 2001 machte der Umsatz des Unternehmens rund 7 Millionen Dollar aus, im Jahr 2006 bereits über 67 Millionen.
Aufgrund der Scheidung und sich vertiefenden ideologischen Unstimmigkeiten mit ihrem Mann wurde Natalja Kasperskaja im August 2007 von ihm ihres Amtes enthoben und von den wichtigsten Managementfunktionen freigestellt. Sie blieb nur die Vorsitzende des Aufsichtsrats von Kaspersky Lab. Ihre endgültige Trennung vom einst gemeinsamen Unternehmen erfolgte im Jahr 2011. Zwischen den Jahren 2007 und 2011 kaufte Kaspersky Lab den Anteil von Kasperskaja in vollem Umfang zurück (zum Jahr 2007 machte er etwa 30 % aus).
Unter der Leitung von Natalja Kasperskaja entwickelte sich Kaspersky Lab zu einem der größten Antivirus-Hersteller mit einem Netzwerk von regionalen Niederlassungen auf der ganzen Welt. Zum Zeitpunkt des Machtwechsels im Jahr 2007 lag der Umsatz von Kaspersky Lab bei 126 Millionen Dollar. Die Marktkapitalisierung wurde im Jahr 2011, dem Jahr, in dem Kasperskaja als Miteigentümerin ausschied und das Unternehmen verließ, auf mehr als 1,3 Milliarden Dollar und der jährliche Umsatz auf 700 Millionen Dollar geschätzt. Nach der Veränderung der Unternehmensleitung sind die Wachstumsraten deutlich gesunken: Im Jahr 2009 stieg der globale Umsatz von Kaspersky Lab um 40 %, 2011 nur noch um 13,7 %, im Jahr 2012 um 3 % und 2013 um 6 %.

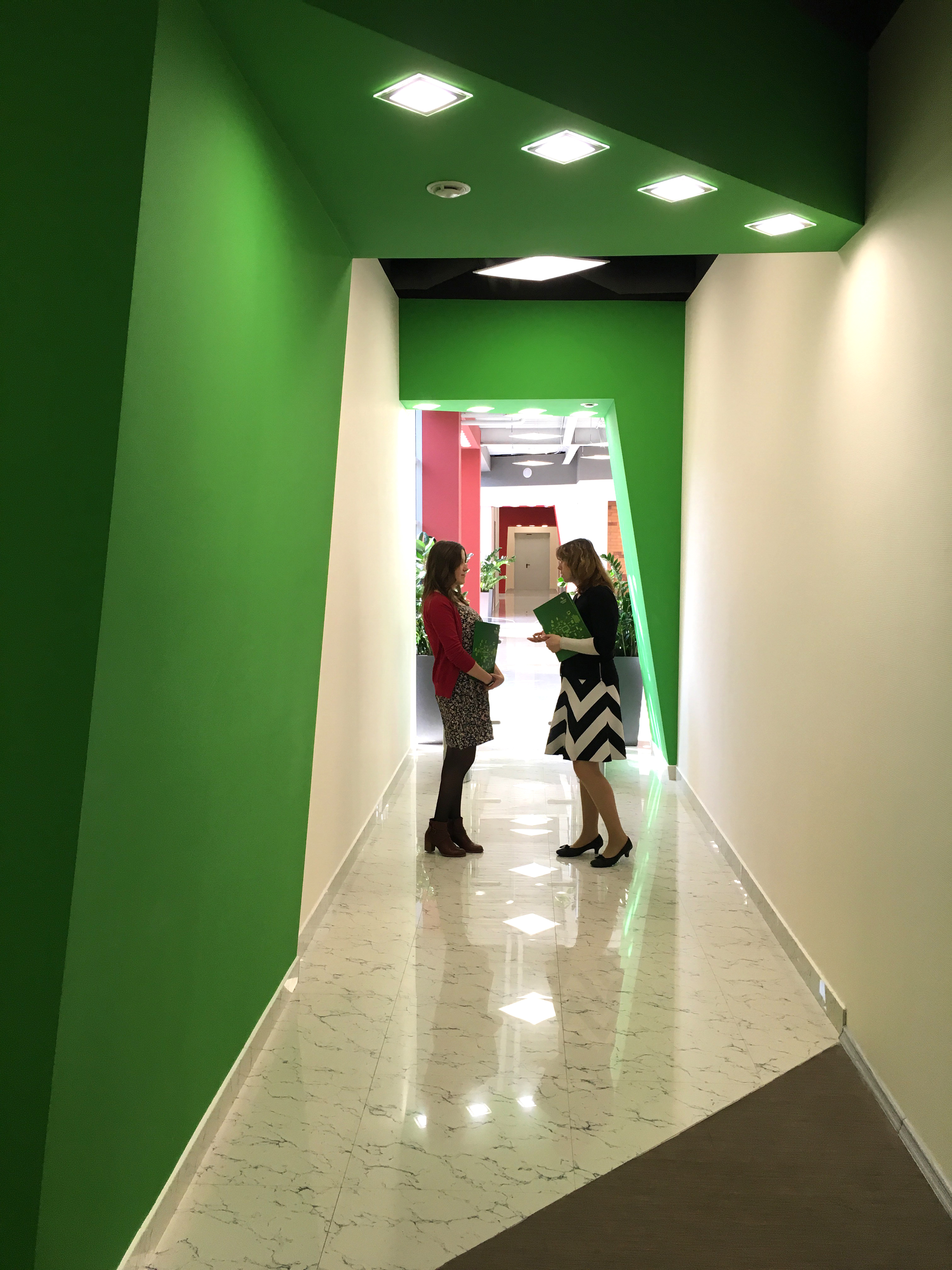
InfoWatch-Kontor in Moskau (2016)

#### InfoWatch
Nach dem Kauf der von Aschmanow und Partner entwickelten Antispam-Technologie durch Kaspersky Lab schenkte der Chef des Unternehmens, Igor Aschmanow, den Käufern eine Idee: Er schlug vor, die Antispam-Engine in umgekehrter Richtung zum Schutz gegen Datenverlust zu verwenden. In den Jahren 2001–2002 entwickelten die Experten von Kaspersky Lab daraufhin ein System, das später unter der Marke InfoWatch Traffic Monitor Enterprise als Schutz für die Benutzer in Unternehmen vor internen Bedrohungen (DLP-System) bekannt wurde. Im Dezember 2003 wurde für die Entwicklung und Verbreitung des neuen Produktes die Tochtergesellschaft InfoWatch gegründet.
Seit Oktober 2007 ist Natalja Kasperskaja Geschäftsführerin und Besitzerin der Aktienmehrheit von InfoWatch. Dieses Unternehmen war ein Anteil bei der Teilung des Geschäfts mit ihrem ehemaligen Mann. Ihre wichtigsten Investitionen hat Kasperskaja in InfoWatch, in den Unternehmen Kribrum und Nanosemantics (gemeinsam mit Igor Aschmanow) und auch bis zum Jahr 2022 beim deutschen Anti-Virus-Hersteller G Data CyberDefense.
Aufgrund des rapiden Wachstums von Kaspersky Lab galt InfoWatch nur als Nebenprodukt mit unklaren Perspektiven und wurde als Klotz am Bein gesehen. Die technologischen Lösungen und das Produktportfolio des neuen Unternehmens wurden im Gegensatz zu Kaspersky Lab von vornherein auf große und mittelständische Konzerne (über 300 Arbeitsstationen) und nicht auf kleine Unternehmen und den Einzelhandel ausgerichtet.
Diese Ausrichtung erforderte grundlegend andere Fähigkeiten und Ansätze. Die alte Managementerfahrung von Kasperskaja konnte nicht einfach auf das neue Unternehmen übertragen werden. Dennoch schrieb das früher verlustbringende Unternehmen InfoWatch im Jahr 2012 seine ersten schwarzen Zahlen und setzte diese positive Entwicklung fort, mit jährlichen Wachstumsraten um  ca. 60–70 %. Nach den Angaben von Forbes erzielte InfoWatch im Jahr 2014 Einnahmen von 831 Millionen Dollar. Und die von der Zeitung Kommersant befragten unabhängigen Experten schätzten die Umsätze auf 40–50 Millionen Dollar.
Heute stellt InfoWatch eine Gruppe von Gesellschaften und mehreren Tochtergesellschaften dar, die sich in zwei Richtungen ausrichten: 1) der Schutz der Unternehmen vor internen Bedrohungen und 2) Schutz vor gezielten Angriffen von außen. Sie beliefern etwa 50 % des russischen Marktes mit Systemen für den Schutz sensibler Daten (DLP-Systeme). Zu den langjährigen Kunden von InfoWatch gehören russische staatliche Behörden, sowie Sberbank, Beeline, Lukoil, Tatneft, Surgutneftegas, Suchoi, Magnitogorski metallurgitscheski kombinat (MMK) und andere. Das Unternehmen fördert aktiv das Geschäft in Deutschland, im Nahen Osten, in Süd- und Südostasien.
Die bisherigen Aktionäre der InfoWatch sind Natalja Kasperskaja und der stellvertretende Generaldirektor des Unternehmens, Rustem Khayretdinov.

## Ergebnisse

### Persönliches Vermögen
Nach Angaben des Business-Magazins Forbes betrug das Vermögen von Natalja Kasperskaja im März 2013 rund  220 Millionen US-Dollar. Im Jahr 2014 wurde es auf 230 Millionen geschätzt, und im Jahr 2015 waren es 270 Millionen. Der Einschätzung von Forbes des Jahres 2014 stimmte im März 2015 auch Lenta.ru zu. Im Juli 2015 veröffentlichte  Der Spiegel das Ergebnis seiner Berechnungen mit 207 Millionen Euro. 2020 schätzte Forbes ihr Vermögen auf 270 Millionen Dollar, sie belegte damit den Platz 17 in der Liste der reichsten Frauen in Russland.
Wie Der Spiegel schreibt, stammt ein großer Teil des persönlichen Vermögens von Kasperskaja aus dem Erlös des Verkaufs von Vermögenswerten. Kaspersky selbst sagte im Oktober 2015 als Antwort auf die Frage, ob die Ergebnisse der Berechnungen von Forbes zutreffend seien, dass ihr die Marktkapitalisierung von InfoWatch unbekannt sei, da es ein nichtöffentliches Unternehmen sei, man den Angaben aber bei wohlwollender Betrachtung zustimmen könne.

### Bewertungen und Auszeichnungen
| • Das Rating der leitenden Angestellten (Nominierung IT-Technologien), Versionen der Kommersant und der Vereinigung der Manager Russlands |  | #3 (2009), #2 (2010), #4 (2011), #1 (2013), #1 (2014), #4 (2015). |
| • 100 einflussreichste Frauen Russlands, nach der Version des Radiosenders Echo Moskwy                                                    |  | #66 (2012), #74 (2013), #81 (2014), #62 (2015).                   |

| • Top 50 einflussreichste Geschäftsfrauen Russlands, nach der Version der Zeitschrift Kompanija |  | #3 (2010), #1 (2011), #25 (2012), #2 (2013), #15 (2014), #26 (2015). |
| • Die reichsten Frauen Russlands, nach der Version der Zeitschrift Forbes Woman                 |  | #5 (2013), #8 (2014), #7 (2015).                                     |

- Die Auszeichnung Russian Business Leader of the Year 2012 von Horasis (die Schweiz) – 2013;[47]
- Die Auszeichnung Women in Technology Awards for Middle East and Africa 2014 in der Kategorie „Der Beste Unternehmer im Bereich der Informationstechnologie 2014“;[48]
- Top 20 Women in Business in Northern Europe nach der Version von Nordic Business Forum – 1. Platz (2015).[49]

## Gesellschaftliche Tätigkeiten
Natalja Kasperskaja ist Vorstandsmitglied der Russischen Union der Industriellen und Unternehmer (RSPP) und des Verbandes der Entwickler von Software-Produkten (ARPP) Inländischer Software, gehört dem Expertenrat für russische Software beim Russischen Ministerium für Kommunikation, dem Geldmittelausschuss der Skolkowo-Stiftung und dem Kuratorium des Skolkovo Institute of Science and Technology (Skoltech) an. Sie ist Mitglied des Bündnisses der Maschinenbauer Russlands, des Verbands für den Schutz von Informationen (AZI) und des Verbands der Sicherheitsexperten BISA.

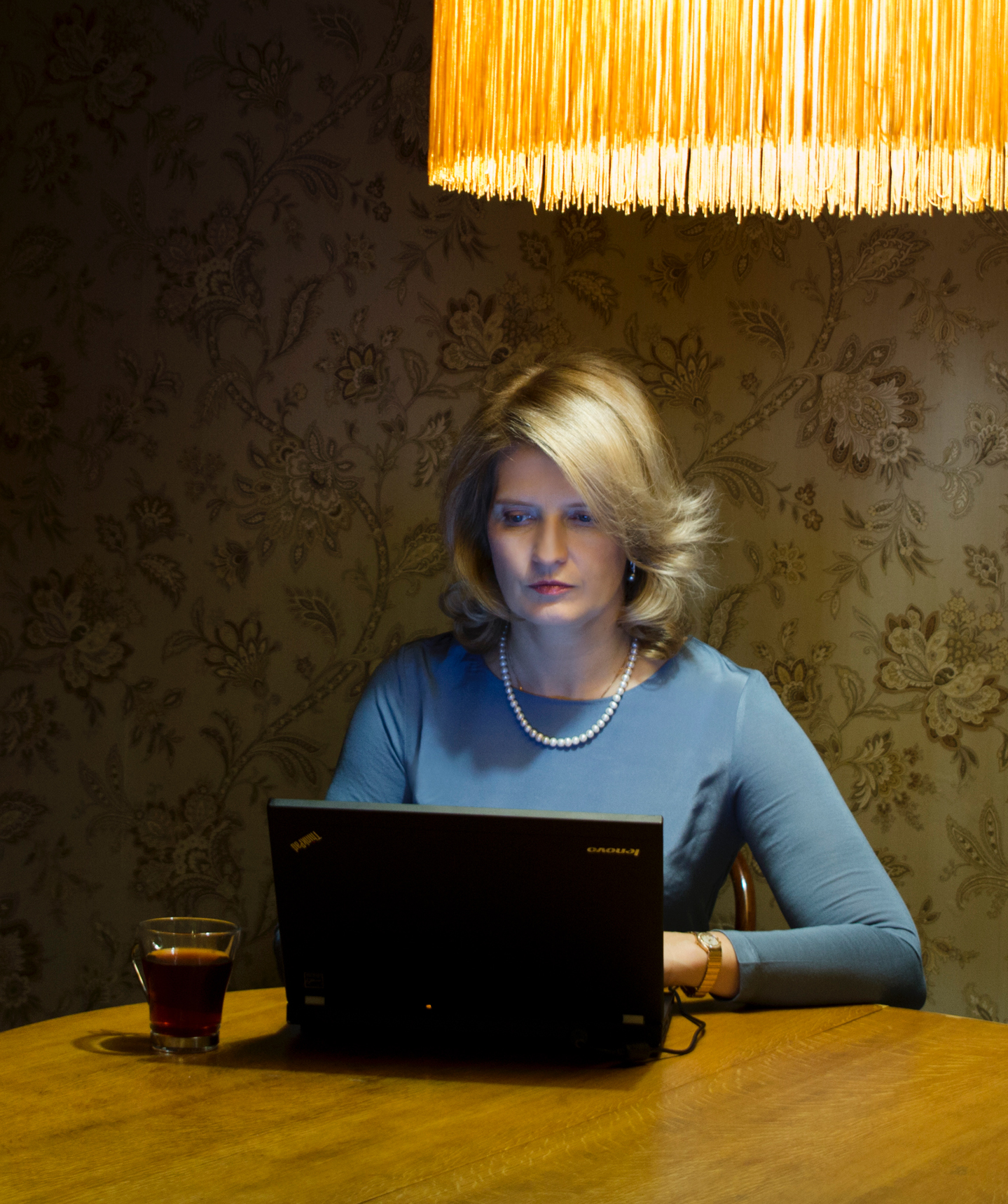
Natalja Kasperskaja (2016)

Von April 2008 bis März 2012 war sie Vorstandsmitglied der Deutsch-Russischen Auslandshandelskammer. 2009 bis 2011 leitete sie die Arbeitsgruppe für Informations- und Computertechnologien im Rahmen des föderalen Zielprogramms des Bildungs- und Wissenschaftsministeriums Russlands Die Forschungen und Ausarbeitungen nach den Hauptstoßrichtungen der Entwicklung des wissenschaftlich-technologischen Komplexes Russlands 2014–2020.

## Politische Positionen

### Über die Internet-Sicherheit
Kaspersky ist der Auffassung, dass, obwohl Black Lists und Blocken von gesperrten Seiten halbherzige Maßnahmen sind, die verbessert werden müssen, bis jetzt noch nichts Besseres erfunden wurde. Trotzdem solle, ihrer Meinung nach, die Filterung von Internet-Inhalten nur das vierte Level der Vorbeugungsmaßnahmen sein. Zu den Vorbeugungsmaßnahmen gehören: systematische Aufklärungsarbeit mit den Eltern, die Belehrung der Kinder ab dem Vorschulalter über das Verständnis der wichtigsten Bedrohungen aus dem Internet, sowie die gesetzgeberischen Aktivitäten und die Bestrafung der Täter.
Auf dem Forum Die Internet-Wirtschaft 2015, das im Dezember 2015 in Moskau stattfand, legte Natalja Kasperskaja dem russischen Präsidenten Wladimir Putin Vorschläge zur Verschärfung der Internet-Regulierung dar. Der Präsident wies seinerseits darauf hin, dass er diese Ansichten völlig teile. Kasperskys Meinung nach ist es notwendig, die Nutzung personenbezogener Daten von Organisationen von Rechts wegen zu regeln.
Dies wurde noch nicht getan, trotz des explosiven Wachstums der Möglichkeiten zur Sammlung solcher Daten über die Bürger im Internet, insbesondere in sozialen Netzwerken. Es wundert Kaspersky, dass der Einsatz von großen Datenmengen (englisch Big Data) im Internet-Marketing gelobt wird, aber kaum jemand dieses Thema im Hinblick auf die Sicherheit behandelt. Inzwischen ist die Sammlung von großen Datenmengen über die Nutzer der verschiedenen elektronischen Geräte und Dienstleistungen eigentlich wie eine Beschattung.
Neben der automatischen Sammlung, Speicherung und Analyse von Datenmassen über die Aktivität der Bürger, deren Bewegungen, Präferenzen, Beziehungen miteinander, Einkäufe, Verhandlungen, öffentlichen und nicht-öffentlichen Aufzeichnungen, Fotos und Videos usw. gibt es auch die Möglichkeit, Daten aus einer allgemeinen Masse auszusortieren, um individuelle Dossiers zu erstellen, erwähnt Natalja Kasperskaja. Wenn das ausgewählte Objekt zum Beispiel ein Beamter ist, der Zugriff auf Staatsgeheimnisse hat, ist das eine Bedrohung für die nationale Sicherheit, da alle genannten Daten sich im Besitz von US-Herstellern und damit auch der US-Geheimdienste befinden.
Aber das ist nicht das einzige Risiko, warnt Kaspersky. Weil sie auf dem globalen Markt der Computertechnologien dominieren, sind die USA in der Lage, ein Embargo für die Nutzung ihrer Geräte und Software-Produkte zu verhängen. Es gibt zum Beispiel die technische Möglichkeit, aus der Ferne Windows auf dem Territorium Russlands gleichzeitig auf allen Computern zu deaktivieren, auf einmal alle Smartphones auszuschalten, die technische Unterstützung von jedem körperschaftlichen System zu beenden, ihre Aktualisierung unzugänglich zu machen und sie zu blockieren. Kaspersky erinnert sich daran, dass es ähnliche Fälle bereits gab – zum Beispiel, als der von den Geheimdiensten eingesetzte Computerwurm Stuxnet die Atomindustrie des Irans außer Gefecht setzte.
Nach der Meinung von Natalja Kasperskaja kann Malware dabei direkt in den Prozessor integriert sein. Analog ist ein ausländischer Hersteller in der Lage, infrastrukturelle Sabotage, gezielte Angriffe, einschließlich propagandistischer, zu inszenieren, sodass sie eine Waffe im Informationskrieg, in dem Russland sich befindet, darstellt. Solange die USA de facto ein Monopolist im weltweiten Vertrieb der führenden Software und Hardware bleiben, ist der Rest der Welt (insbesondere Russland) gezwungen, diese Risiken, die untragbar werden, in Kauf zu nehmen, glaubt Kaspersky.

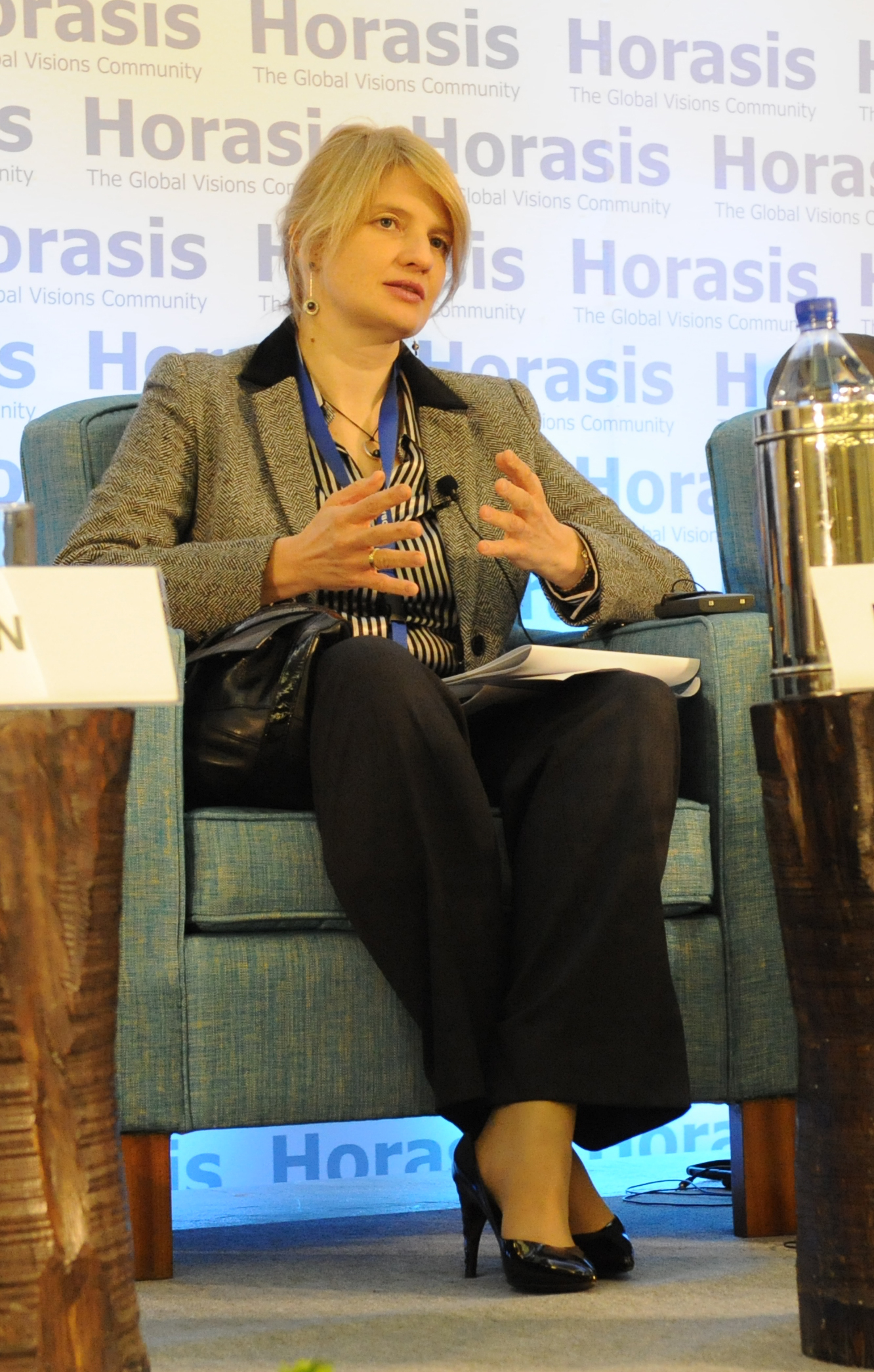
Natalja Kasperskaja (2011)

### Über die IT-Importsubstitution
Natalja Kasperskaja glaubt, dass Russland eine nationale technologische Strategie und IT-Plattform, eigene, unabhängige Ketten von Entscheidungen des vollen Zyklus im Bereich der Informationstechnologie, angefangen von den CPUs bis hin zur Software, ausarbeiten muss. Man muss Schwerpunkte setzen und verstehen, was in erster Linie und was in zweiter ersetzt werden soll, sowie das Konzept der Cyber-Sicherheit selbst bestimmen.
Sie konstatiert, dass im Bereich von Software die Position Russlands bereits heute stark genug ist – es gibt eine große Anzahl von Produkten, die bereit sind, ausländische zu ersetzen. Der Umfang der IT-Exporte aus Russland im Jahr 2015 machte, nach Angaben des Ministeriums für Kommunikation, 7 Milliarden Dollar aus (zum Vergleich: der Export von russischen Waffen im selben Jahr betrug etwa 15 Milliarden Dollar). Rund 70 russische Unternehmen arbeiten im Bereich der Informationssicherheit, das reicht. Was laut Kaspersky der Branche fehlt, ist nicht die Subventionierung der Entwickler, sondern die Stimulation der Absetzbarkeit. Die naheliegende Möglichkeit, dies zu erreichen, ist es, staatliche Unternehmen oder Unternehmen mit staatlicher Beteiligung zu verpflichten, heimische Produkte zu kaufen.
Kaspersky sieht ein, dass es in den kommenden Jahren beispielsweise unmöglich ist, Windows auf Massencomputern zu ersetzen. Aber wenn man bestimmte Bereiche – zum Beispiel Computer oder Tablets an Schulen – ansieht, wird es möglich. Bereits heute gibt es sehr wohl potenzielle russische Entwickler, die entsprechende Software (zum Beispiel auf Basis von Linux-Systemen) erstellen können, die anstelle von Googles Android bei übereinstimmender Qualität zum Einsatz kommen kann. Beim Vorhandensein von staatlichen Strukturen wird keine zusätzliche Finanzierung notwendig, meint Kaspersky.
Natalja Kasperskaja teilt die Idee, die IT-Importsubstitution nur auf Software zu begrenzen, nicht die mobilen Geräte stellen eine untrennbare Symbiose von Hard- & Software dar. Im Bereich der Hardware ist Russland noch im Hintertreffen (es fehlt die Basis, eigene Prozessoren – die wichtigsten Funktionsträger), aber das alles, abgesehen vom eigentlichen CPU, ist schon in der Volksrepublik China entwickelt. Dort steht es aber um die Software, ihrer Meinung nach, schlimmer, als in Russland. Die Synergie zwischen den beiden Ländern würde die digitale Souveränität der beiden sicherstellen. Aber man muss eigene Prozessoren machen und mit den Chinesen teilen.

### Über Datenschutz
Natalja Kasperskaja bekräftigte, dass die russischen Geheimdienste den gesamten Internet-Verkehr aller Russen entschlüsseln und für den Staat zugänglich machen wollen. Sie soll betont haben, dass das eine „absolut richtige Sache“ sei, „weil es jetzt einen Teil des Internets gibt, der von unserem eigenen Land nicht kontrolliert werden kann, und das ist nicht richtig“. In einem späteren Interview sagte sie, dass der Journalist ihre Worte verdreht habe. Sie habe „über Verschlüsselung diskutiert, aber in einem völlig anderen Kontext“. „Verschlüsselung im Sinne der Verwendung der inländischen Verschlüsselung für verantwortungsvolle Transaktionen. Dies wird in den Arbeitsgruppen erörtert und hat nichts mit dem ‚Jarowaja-Gesetz‘ zu tun.“
Eine mit Kasperskaja verbundene Gesellschaft lieferte die Software für die Polizei Brandenburg und Berlin, die hochsensible Daten enthält. Die Vergabe wurde laut Aussage des Vergaberechtlers Wolfram Krohn als rechtswidrig bezeichnet, wegen einer zu frühen Festlegung auf das Produkt der EgoSecure GmbH, die zur Infowatch-Gruppe von Kasperskaja gehörte. Am 1. Juli 2018 wurde die EgoSecure GmbH vom deutschen Unternehmen Matrix42 AG vollständig übernommen.
Die US-amerikanische Einzelhandelskette Best Buy Co., Inc. nahm Anfang September 2017 Produkte des Antivirenherstellers aus ihrem Sortiment, da US-Behörden das Unternehmen Kaspersky beschuldigten, die nationale Sicherheit zu bedrohen. Als Grund hierfür werden die guten Beziehungen zum russischen Geheimdienst angegeben. „Es gebe derzeit zu viele offene Fragen“, zitierte die Tageszeitung StarTribune, da in der Vergangenheit Unternehmen davon abgeraten wurde, weiterhin die Software zu verwenden.

## Privatleben

### Hobbys
Natalja Kasperskaja gefielen soziale Aktivitäten bereits in der Schulzeit: Sie sang im Kinderchor und nahm an Schulaufführungen, Konzerten und Pioniergruppen teil. Darüber hinaus trieb sie Sport: Basketball, Skifahren und Schwimmen. Auch sammelte sie Briefmarken, Abzeichen und sowjetische Münzen.
In der Studienzeit begeisterte sich Kasperskaja für das Moskauer Theaterleben, sie kannte die Titellisten der wichtigsten Jugendtheater der damaligen Zeit auswendig: das Mossowjet-Theater, das Taganka-Theater, das Sovremennik-Theater. Manchmal verbrachte sie Nächte Schlange stehend für Tickets für Stücke in moderner Umsetzung. Darüber hinaus faszinierte sie die Bewegung Klub des Laienliedes (KSP), sie zupfte oft die Gitarre und sang im Freundeskreis.
Später kamen weitere Hobbys hinzu: die Hüpfburg, die Gebirgsfahrt, die Reisen mit Freunden und Kindern, die Lektüre von Fachliteratur. Ihre Lieblingsbücher, die auf ihre Weltanschauung eingewirkt haben, sind Good to Great und Built to Last von Unternehmensberater Jim Collins. Sie spricht fließend Deutsch und Englisch.
Kasperskaja bekennt, dass sie nicht kochen kann und es auch nicht mag, obwohl sie gezwungen war, sich während des Mutterschaftsurlaubs damit zu beschäftigen. Sie interessiert sich nicht für Mode und verschwendet keine Zeit für Shopping, einschließlich Online-Shopping. Sie kauft einfach das, was ihr gefällt und gut passt. Kasperskaja hat keine Pietät für Marken, weil sie versteht, wie diese Marken ausgebaut werden.
Ebenso nimmt sie Gadgets und soziale Netzwerke negativ auf, weil sie versteht, dass mit ihnen die Möglichkeit besteht, Menschen zu beobachten. Für ihre Präsenz in sozialen Netzwerken sorgt eine PR-Agentur; sie selbst hält sich dort nur sehr selten auf.

### Familie
Ihren ersten Ehemann Jewgeni Kasperski lernte Kasperskaja in einem Ferienhaus im Januar 1987 kennen, als sie 20 Jahre alt war. Ein halbes Jahr danach heirateten sie. Im Jahr 1989, im fünften Studienjahr, gebar Natalja Kasperskaja den ersten und im Jahr 1991 ihren zweiten Sohn. Das Ehepaar trennte sich im Jahr 1997 und wurde im Jahr 1998 auf Initiative von Kasperski geschieden. Sie waren jedoch gezwungen, wegen des gemeinsamen rasch wachsenden Unternehmens noch ein paar Jahre die Scheidung zu verheimlichen, um die Mitarbeiter und den Markt nicht zu beunruhigen.
Mit Igor Aschmanow, dem künftigen zweiten Ehemann, wurde Kasperskaja im Jahre 1996 auf der IT-Messe CeBIT in Hannover bekannt gemacht: Die Stände ihrer Unternehmen befanden sich in direkter Nachbarschaft. Ein Jahr später trafen sie sich wieder auf derselben Ausstellung, nahmen die flüchtige Bekanntschaft wieder auf und begannen aktiv, professionelle Themen zu besprechen. Wie sich Kasperskaja erinnert, lernten sie sich zwei oder drei Jahre nach der Scheidung von Kasperski kennen, im Jahr 2001 heirateten sie.
Im Jahr 2005 wurde die erste Tochter von Aschmanow und Kasperskaja geboren, im Jahr 2009 und 2012 weitere Töchter. Die Söhne von Kasperskaja absolvierten beide die Lomonossow Staatliche Universität Moskau: Maxim die Geographische Fakultät, Iwan die Fakultät für Computermathematik und Kybernetik.
Im April 2011 wurde der 20-jährige älteste Sohn im Moskauer Bezirk Strogino auf dem Weg zur Arbeit entführt. Die Täter brachten ihn in eines der Dörfer im Rajon Sergijew Possad des Moskauer Gebiets und verlangten telefonisch von seinen Eltern ein Lösegeld in Höhe von drei Millionen Euro. Nach fünf Tagen wurde Iwan durch einen Einsatz der russischen Geheimdienste befreit, und die fünf Entführer (von denen zwei Wiederholungstäter waren) wurden festgenommen. Später wurden sie wegen verschiedener Anklagepunkte zu mehreren Jahren Haft (von 4,5 bis 11 Jahre) verurteilt.